# 그랜드 하얏트 두바이
그랜드 하얏트 두바이(Grand Hyatt Dubai)는 아랍에미리트 두바이 자빌 지역에 있는 호텔이다. 하얏트 호텔 체인점 중 하나이다.
두바이 공항에서  "신 두바이"라고 불리는 두바이 신개발지구로 가는 길가에 있다. 두바이 왕족이 이 호텔을 소유하고 있다. 이 호텔은 2003년 완공되었는데, 당시 객실 수는 총 674개로서, 당시 두바이에서 가장 큰 호텔이었다.
이 호텔로비에는 실내 다우림(rainforest)이 들어서 있다. 《이코노미스트》 지의 여행 기고가의 말을 빌리면, 호텔 개발자는, 호텔 안에 독특한 분위기를 심어넣으려 이렇게 했다고 한다.